# Manuel Flores Calderón

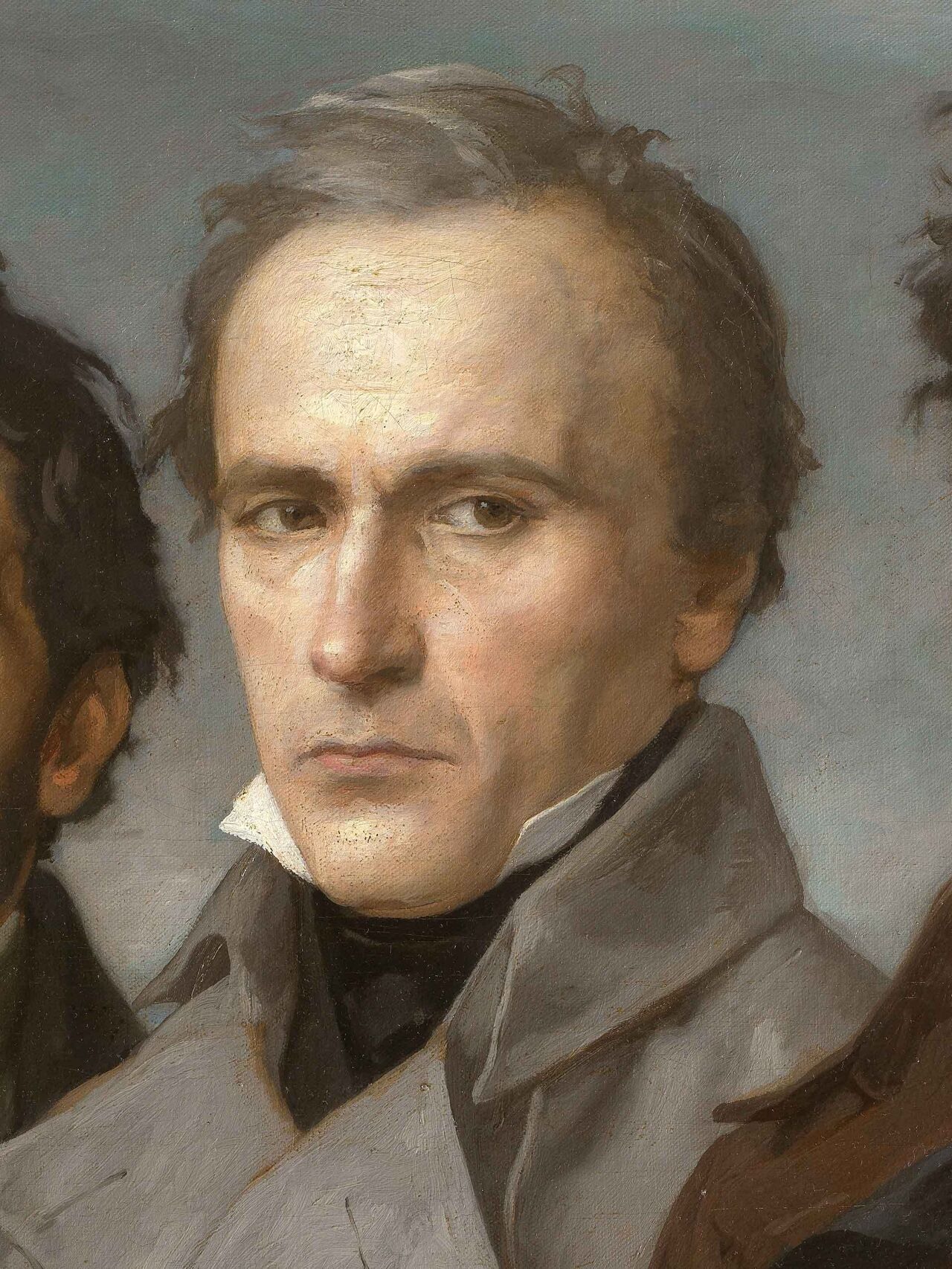
Manuel Flores Calderón; detalle del Fusilamiento de Torrijos y sus compañeros en las playas de Málaga de Antonio Gisbert. Museo del Prado.

Manuel Flores Calderón (Peñaranda de Duero, 23 de diciembre de 1775-Málaga, 11 de diciembre de 1831) fue un político liberal español, elegido diputado por Burgos el 3 de diciembre de 1821 y presidente de la Cámara desde el 25 de febrero de 1823 hasta el 22 de marzo del mismo año, y desde el 23 de marzo hasta el 1 de mayo en Sevilla al haberse trasladado las Cortes a aquella ciudad por la invasión de los Cien Mil Hijos de San Luis. Exiliado en Londres tras la restauración del absolutismo, fue con José María Torrijos autor del Manifiesto a la Nación de 1830 y murió fusilado con él en las playas malagueñas tras un fracasado pronunciamiento.

## Biografía
Hijo de una familia de ricos terratenientes de Peñaranda de Duero, en la provincia de Burgos, estudió el bachiller de Artes y la licenciatura en Teología en el seminario de Burgo de Osma, dependiente de la Universidad de Santa Catalina, en la que en 1796 obtuvo la cátedra de Filosofía. En 1800 obtuvo también el bachiller en leyes y se colegió como abogado en Madrid. En 1803, casado y con dos hijos —a los que antes de enviudar en 1807 se agregaron otros dos— abandonó la docencia para trabajar como administrador de la VI condesa de Montijo y más tarde de su hijo, Eugenio Eulalio Palafox y Portocarrero. En los inicios del Trienio liberal, en 1820, siendo vecino de Segovia, donde con el conde de Montijo tenía una sociedad para la explotación del coto redondo de Lastras de Lama en Monterrubio, y residente en Madrid, participó en la creación del Ateneo Español, antecedente del Ateneo de Madrid, y fue nombrado secretario de la Dirección General de Estudios.
Elegido diputado por Burgos dio pruebas de su ardiente liberalismo. Siendo presidente de las Cortes se produjo la intervención en España de la Santa Alianza. El 23 de abril de 1823 pronunció el discurso de apertura de la cámara en Sevilla, a donde Gobierno y Cortes se habían visto obligados a retirarse ante el avance del ejército del duque de Angulema, discurso del que el marqués de Miraflores dirá que «tocaba al ridículo con los hechos, contradiciendo sus pomposas declamaciones con el estado real y verdadero de la inmensa opinión», a lo que añadía que en tanto el ejército veía claramente la imposibilidad de la defensa, el presidente de las Cortes «retaba al mismo tiempo a la Europa; hablaba de la fuerza de su Gobierno apoyado en la opinión; insultaba los Gabinetes de las Grandes Potencias, se llenaba la boca con las pomposas voces de Libertad, de Independencia, de Tiranía...» Al aproximarse el ejército francés a Sevilla, cuando el 11 de junio las Cortes declararon la incapacitación por demencia del rey ante su negativa a trasladarse a Cádiz, formó parte de la junta encargada de proponer los nombres que debían componer la regencia provisional, que quedaría integrada por Cayetano Valdés, Gabriel Ciscar y Gaspar de Vigodet. Todavía el 11 de septiembre, sitiada Cádiz, pronunció ante la cámara un discurso llamando a la resistencia en el que acusaba a los que llamaba indefensionistas —por tener la defensa por cosa imposible— de introducir el desaliento entre la población.

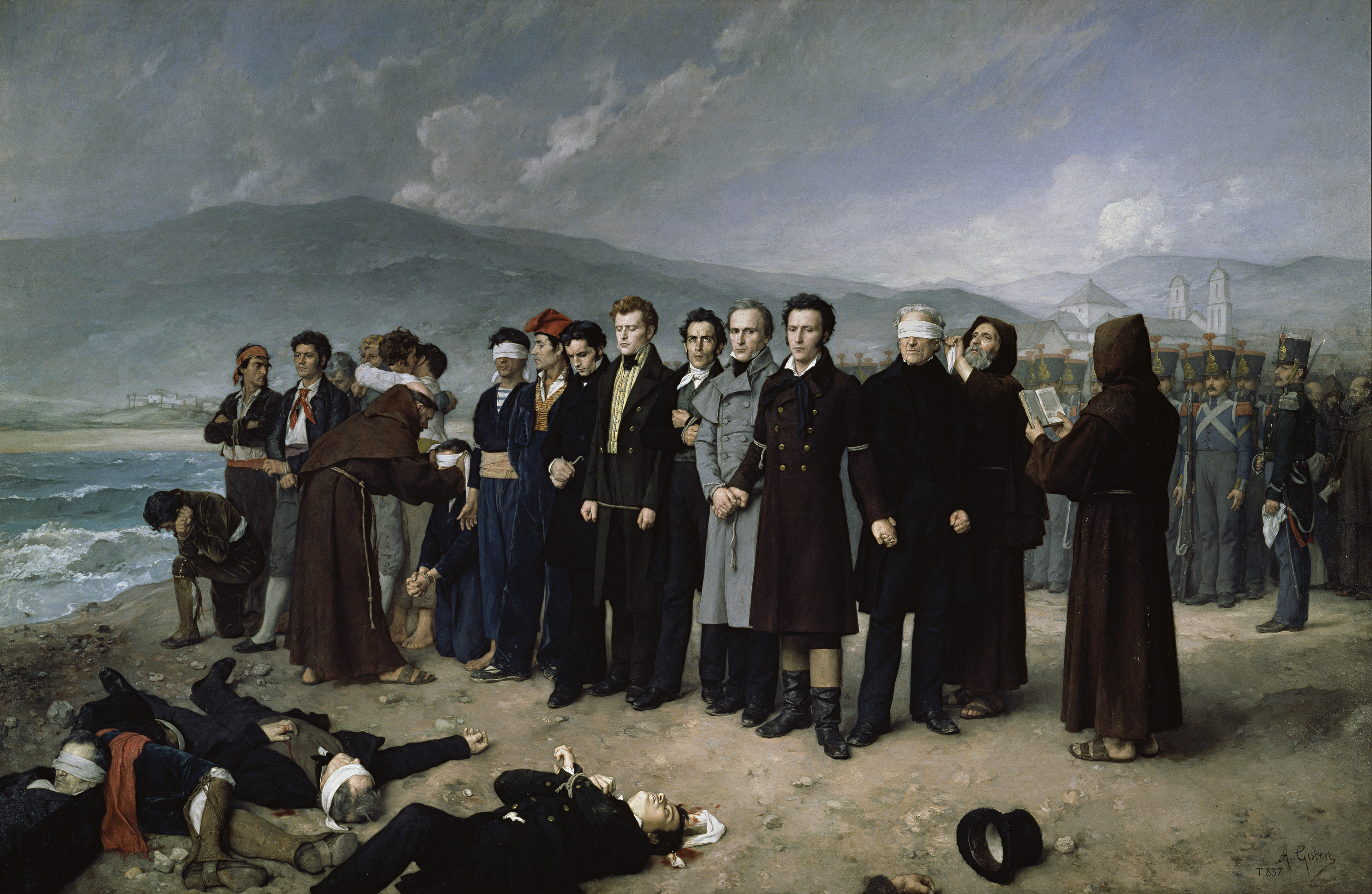
Antonio Gisbert, El fusilamiento de Torrijos y sus compañeros en las playas de Málaga, 1888, Museo del Prado. Manuel Flores Calderón aparece a la derecha del general José María Torrijos, enlazadas sus manos.

Con el restablecimiento del absolutismo se exilió en Londres donde participó en la creación de la Junta Liberal, que en 1827, con los elementos más exaltados del liberalismo en el exilio, promovió la formación de la Junta directiva del alzamiento en España, encabezada por José María Torrijos como jefe militar y por el propio Manuel Flores Calderón como máxima autoridad civil. Ambos firmaron en 1830 el Manifiesto a la Nación. En julio de 1830 la junta, convertida en comisión ejecutiva hasta que pudiese reunirse libremente la nación, se trasladó a Gibraltar, desde donde inició los preparativos para el alzamiento. El pronunciamiento todavía se demoró un año. El 2 de diciembre de 1831 llegaron a las costas de Málaga Torrijos y sus compañeros, engañados por el gobernador que les había hecho creer que todo estaba listo para una insurrección generalizada del ejército. Detenidos en la finca de la Torre Alquería del Conde de Mollina en Alhaurín de la Torre, el 11 de diciembre Torrijos, Flores Calderón y otros cuarenta y siete hombres con ellos fueron fusilados sin juicio previo en la playa de San Andrés de Málaga.